# 1031 Arctica
Az 1031 Arctica (ideiglenes jelöléssel 1924 RR) a Naprendszer kisbolygóövében található aszteroida. Szergej Beljavszkij fedezte fel 1924. június 6-án.